# Čest'
Čest' (Честь) è un film del 1938 diretto da Evgenij Veniaminovič Červjakov.